# Tmarus comellinii
Tmarus comellinii là một loài nhện trong họ Thomisidae.
Loài này thuộc chi Tmarus. Tmarus comellinii được miêu tả năm 1989 bởi Garcia-Neto.